# Franz Ronneberger
Franz Ronneberger (* 15. März 1913 in Auma; † 30. März 1999 in Nürnberg) war ein deutscher Jurist und Sozialwissenschaftler mit Lehr- und Forschungsschwerpunkten in Kommunikationswissenschaft, Politikwissenschaft, Verwaltungswissenschaft und in der Südosteuropa-Forschung. Während des Nationalsozialismus arbeitete er in maßgeblicher Funktion nachrichtendienstlich. In der Bundesrepublik Deutschland begründete er die Kommunikationswissenschaft und entwickelte eine Theorie der Public Relations.

## Biografie

### Frühe Jahre
Ronnebergers Vater, der Installateur und Fabrikbesitzer Karl Konrad Ronneberger, fiel im August 1915 im Ersten Weltkrieg. Nach der Volksschule in Auma besuchte Ronneberger bis zur erneuten Heirat seiner Mutter das Gymnasium in Weimar, anschließend die Oberrealschule in Pößneck, wo er 1932 das Abitur ablegte. Als Stipendiat der Studienstiftung des Deutschen Volkes begann er anschließend ein Studium der Rechtswissenschaft an der Universität Kiel. Er schloss sich noch im selben Jahr dem Nationalsozialistischen Deutschen Studentenbund (NSStDB) an, in dem er sich schon bald für Volkstumspolitik engagierte. Ein Schulungslager der Deutschen Studentenschaft weckte sein Interesse an Südosteuropa, so dass er 1934 nach München wechselte, wo er sich bessere wissenschaftliche Möglichkeiten erhoffte.
1935 wurde Ronneberger wissenschaftlicher Mitarbeiter am dortigen Südost-Institut und knüpfte enge Kontakte mit Fritz Valjavec. Zugleich übernahm Ronneberger das Außenamt der Studentenschaft der Universität München. Das Außenamt schulte Studenten vor und für Auslandsaufenthalte. In der „Außenstelle Süd/Ost“ etwa bereiteten Ronneberger und Valjavec Studenten darauf vor, im Rahmen sogenannter „Landdienste“ mit wissenschaftlicher Tarnung deutsche Minderheiten im Donauraum nationalsozialistisch zu indoktrinieren. Mit Valjavec baute Ronneberger außerdem 1936 einen „Süd-Ost-Pressebericht“ auf, bei dem es um die systematische Auswertung der Auslandspresse und der Publikationen der deutschstämmigen Minderheiten in Südosteuropa ging.
1937 wurde Ronneberger Leiter der „Außenstelle Südost“ der Reichsstudentenführung, am 27. Mai 1937 beantragte er die Aufnahme in die NSDAP und wurde rückwirkend zum 1. Mai desselben Jahres aufgenommen (Mitgliedsnummer 5.152.299). Seit März 1933 hatte er bereits dem NSDStB und der SA angehört. 1938 übernahm er außerdem die Leitung der „Deutschen Akademischen Auslandsstelle“ in München, die dort studierende Ausländer kulturell betreute.
Wissenschaftlich widmete sich Ronneberger der Südosteuropaforschung unter nationalsozialistischen Vorzeichen. 1935/36 reichte er die gemeinsam mit vier Kommilitonen verfasste Studie Die ordnende Kraft der völkischen Idee im südosteuropäischen Raum beim 1. Reichsleistungskampf der Studenten ein. Dadurch entstand zugleich ein Kontakt zum Organisator des Wettbewerbs, Franz Six. 1935 legte er auch das Erste juristische Staatsexamen ab. 1938 promovierte er mit einer Arbeit über Südosteuropa im politischen Ordnungsbild Bismarcks, die 1941 in der Schriftenreihe des Deutschen Auslandswissenschaftlichen Instituts erschien. Darin stellte er Otto von Bismarcks Außenpolitik als Vorwegnahme völkischer Großraumpolitik dar.

### Im Zweiten Weltkrieg
Ronneberger unterhielt enge persönliche Kontakte zu den nationalsozialistischen Bewegungen innerhalb der deutschen Volksgruppen in Rumänien, der Slowakei und Ungarn. Im Frühjahr 1939 berief ihn Reichsstatthalter Arthur Seyß-Inquart in seinen Wiener Mitarbeiterstab. Hier wurde Ronneberger mit dem „Aufbau einer Dienststelle zur Erforschung des Pressewesens in Südosteuropa und der laufenden Presse- und politischen Berichterstattung“ beauftragt, für das er ein Netz von Verbindungsleuten in Südosteuropa organisierte.
Im Laufe des Jahres 1940 wurde das „Büro Ronneberger“ auf Grund seiner langjährigen Verbindungen in Südosteuropa vom Auswärtigen Amt übernommen und im Rahmen eines neu aufgebauten Südost-Dienstes mit nachrichtendienstlichen Aufgaben und der Erstellung von Stimmungsberichten betraut. Für sein Netz von Verbindungs- und Vertrauensleuten unternahm Ronneberger auch zahlreiche Reisen, um persönliche Kontakte zu pflegen. Ronnebergers Korrespondenzstelle wertete Agentenberichte aus, erstellte Presseschauen südosteuropäischer Zeitungen mit Übersetzungsdienst, führte eine Personen- und Sachkartei von Institutionen und politischen Organisationen in Südosteuropa, unterhielt eine Spezialbibliothek und erstellte politische Wochenberichte über Südosteuropa und auf Anfrage Analysen für Ministerien, Geheimdienste und das Reichssicherheitshauptamt (RSHA). Ronnebergers Materialsammlungen dienten dem Auswärtigen Amt unter anderem bei den Verhandlungen zum Wiener Schiedsspruch und als Nachrichtenressource für den „Donausender“, einen Propagandasender in der Slowakei.
Für die Südosteuropa-Gesellschaft gab Ronneberger vertrauliche Wirtschaftsnachrichten heraus, die nicht zuletzt von deutschen Unternehmen bezogen wurden. Zu Tarnungszwecken war Ronneberger offiziell Leiter der Presse- und Informationsabteilung „im Grenzlandamt der NSDAP-Gauleitungen von Wien und Niederdonau“ unter Helmut Triska sowie Gauhauptstellenleiter der NSDAP. Bei der im Dezember 1941 gegründeten Union Nationaler Journalistenverbände (UNJ) arbeitete Ronneberger im „Institut zur Erforschung und Förderung des internationalen Pressewesens“ mit.
Im Mai 1944 wurde Ronnebergers Pressedienststelle mit der von Wilfried Krallert geleiteten Publikationsstelle Wien der Südostdeutschen Forschungsgemeinschaft vereinigt. Ronneberger wurde Krallerts Vertreter in Wien, der im November 1943 die Leitung der Gruppe VI G (wissenschaftlich-methodischer Forschungsdienst) im Amt VI (Auslandsnachrichtendienst) des RSHA übernommen hatte.
Seit April 1940 nahm Ronneberger außerdem einen Lehrauftrag der „Südost-Stiftung des Mitteleuropäischen Wirtschaftstages Berlin“ an der Hochschule für Welthandel in Wien wahr. Am 28. September 1944 habilitierte er sich an der Hochschule mit einer Arbeit Wege staatswissenschaftlicher Forschung in Südosteuropa bei Hellmut Georg Isele, Erich Preiser und Hermann Gross für Staatswissenschaften. Ursprünglich hatte er die Grundlagen eines neuen „Volksgruppenrechts“ erarbeiten wollen, davon aber abgesehen, weil ihm dies zu sehr an den Grundlagen des Völkerrechts zu rütteln schien.
Zu Beginn des Zweiten Weltkriegs war Ronneberger vom Referendariat freigestellt worden und arbeitete zunächst für die Dienststelle des Amtes Ausland/Abwehr beim Stellvertretenden Generalkommando des XVII. Armeekorps. Bereits 1939 hatte er die Aufnahme in die SS beantragt, die am 15. Januar 1942 im Rang eines SS-Untersturmführers erfolgte (Mitgliedsnummer 415.905). Im April 1942 wurde er durch den SD-Leitabschnitt Wien als hauptamtlicher Mitarbeiter übernommen, für den er bereits mindestens seit 1940 inoffiziell gearbeitet hatte. Er gehörte zur „Akademischen Legion“ beim Höheren SS- und Polizeiführer Wiens und wurde am 20. Januar 1945 ins RSHA kommandiert.
Nach Berlin sollte Ronneberger aber nicht mehr gelangen. Er hatte gegen Kriegsende die Verlegung der Publikations-Stelle in die vorgesehene „Ausweichstelle“ im 1938 von der SS beschlagnahmten Benediktinerstift im steiermärkischen Sankt Lambrecht zu organisieren, wo Bücher und Materialien der Publikations-Stelle untergebracht werden sollten. In Sankt Lambrecht wurde Ronneberger am 30. Mai 1945 von britischen Soldaten verhaftet und später in Sandbostel bei Bremervörde interniert.

### Nachkriegszeit
In seinem Entnazifizierungsverfahren 1947 gelang es Ronneberger, sich als unpolitischen Wissenschaftler darzustellen. Seinen Beitritt zur NSDAP stellte er als Überführung aus dem NSDStB dar, seine SS-Mitgliedschaft als rein formal. Nach einem Freispruch wurde er im Revisionsverfahren 1948 lediglich wegen „Zugehörigkeit zur SS in Kenntnis von deren Verbrechen“ zu einer Geldstrafe in Höhe von 5000,- RM verurteilt, die durch die Internierungszeit als verbüßt angesehen wurde. Er galt der Spruchkammer als „ein lediglich [in] seinen Forschungen und wissenschaftlichen Arbeiten lebender Mann, der zwar mit der Politik vom wissenschaftlichen Sektor her betrachtet nicht unerheblich in Berührung gekommen ist, der sich jedoch mit außerhalb seiner Forschungen liegenden Dingen nicht näher befasst hat.“ Allerdings entzog die Republik Österreich Ronneberger die Lehrberechtigung, die er an der Hochschule für Welthandel erworben hatte.
1948 nahm er Kontakt mit dem Herausgeber und Chefredakteur der Westdeutschen Allgemeinen Zeitung (WAZ), Erich Brost, auf. Bei der WAZ arbeitete er bis 1958 als Leiter des Ressorts Dokumentation, Wissenschaftsredakteur, Kommentator und Ausbilder der Volontäre. Ab 1952 lehrte er außerdem Staatsrecht und Soziologie an der Verwaltungs- und Wirtschaftsakademie in Bochum. Unter dem Pseudonym Stefan Lambrecht veröffentlichte er 1958 das Buch Die Soziologie.
1958 wurde Ronneberger Referent für Hochschulfragen und akademische Nachwuchsförderung beim Stifterverband für die Deutsche Wissenschaft in Essen, an dessen Öffentlichkeitsarbeit er zugleich mitentwickelte. Über den vom Stifterverband und dem Bundesverband der Deutschen Industrie organisierten „Gesprächskreis Wissenschaft und Wirtschaft“ unterbreitete Ronneberger 1961 der Südosteuropa-Gesellschaft (SOG) „Vorschläge zur Einordnung der Südosteuropa-Forschung in die Aufbaupläne der deutschen Hochschulen“, in denen er Lehrstühle für Südosteuropaforschung an westdeutschen Universitäten forderte. Ergebnis dieser Lobbyarbeit war unter anderem die Berufung von Hermann Gross auf den 1962 neu geschaffenen Lehrstuhl für Wirtschaft und Gesellschaft Südosteuropas an der Universität München.
Ronneberger habilitierte sich 1960 mit seinen Publikationen Verwaltung im Ruhrgebiet als Integrationsproblem und Staatsverfassungstendenzen der Südoststaaten seit 1945 an der Rechts- und Staatswissenschaftlichen Fakultät der Universität Münster für Verfassungs- und Verwaltungslehre. Bis 1964 war er Privatdozent für Verfassungs- und Verwaltungslehre an der Universität Münster und gleichzeitig ordentlicher Professor für Soziologie und Sozialpädagogik an der Pädagogischen Hochschule Bielefeld. Dann wurde er als Leiter des Instituts für Publizistik an der Universität Erlangen-Nürnberg berufen, das er zum Institut für Politik- und Kommunikationswissenschaft umbenannte. Zum Institut gehörte ein Ordinariat, das er bis zu seiner Emeritierung 1980 innehatte. In enger Zusammenarbeit mit Carl Hundhausen, dessen Bibliothek das Institut übernahm, richtete Ronneberger seinen Lehrstuhl stärker auf „Public Relations“ (PR) aus. 1979 gründete er mit Heinz Flieger die „Vereinigung zur Förderung der Public-Relations-Forschung“. Nach seiner Emeritierung übernahm Ronneberger an der Katholischen Universität Eichstätt den Auftrag, das Fach und den Studiengang Journalistik aufzubauen. Die Universität verlieh ihm 1993 die Würde eines Ehrensenators. Im März 2023 veröffentlichte der Senat der Universität jedoch eine Stellungnahme, in welcher sich von dieser Verleihung distanziert wird.
Ronneberger hielt zeit seines Lebens eine Reihe von Ehrenämtern. Er stand von 1966 bis 1969
der Deutschen Gesellschaft für Publizistik- und Kommunikationswissenschaft vor, in deren Auftrag er die Zeitschrift Publizistik herausgab. Er war Mitglied der Deutschen Public Relations Gesellschaft, der International Public Relations Association, des Fernsehrats des ZDF, des Kuratoriums der Stiftervereinigung der Presse, der Jury des Gruner + Jahr-Preises für Mediaforschung und der Jury des von der Akademie für Publizistik in Hamburg verliehenen Akademie-Preises für Wirtschaftsjournalisten.

## Werk

### Während des Nationalsozialismus
Während der Zeit des Nationalsozialismus verstand sich Ronneberger als Vertreter einer „kämpfenden“ statt einer objektiven Wissenschaft. Im Sinne der „Gegnerforschung“ plante Ronneberger noch im Juli 1944 gemeinsam mit Leonhard Oberascher, sämtliche „wissenschaftlichen Arbeiten, Institute und Bestrebungen im Südosten“ zu erfassen, „die in irgendeiner Kampfstellung gegenüber den deutschen politischen und wissenschaftlichen Intentionen stehen“. Bereits 1941 hatte er Pläne für die Neuordnung Südosteuropas entwickelt. In einem geheimen Entwurf vom 11. Dezember 1941 beschrieb er den Donau- und Balkanraum als „die unerlässliche Flankensicherung für die Oststellung“ und „als ein entwicklungsfähiges Überschussgebiet von lebensnotwendigen Rohstoffen“, das es zu sichern gelte. Darunter verstand Ronneberger die „Beseitigung der völkischen Spannungen“, wobei er zwischen „einordnungsbereite[n] und der deutschen Führung widerstrebende[n] Völker[n]“ unterschied. Die kommende Ordnungsaufgabe für die deutsche Führung sollten die Volksdeutschen übernehmen. „Umsiedlungen in grösserem Ausmass“ erschienen ihm etwa zur Abdrängung der Serben von der Donau unumgänglich.
Neben Antikommunismus war Antisemitismus ein bestimmendes Element von Ronnebergers Argumentationen. So behauptete er 1943, dass die politische Führung der südosteuropäischen Staaten durch Juden mit dem Mittel des Kapitalismus „systematisch … zersetzt und erobert“ worden sei, und begrüßte, dass manche Staaten inzwischen zur „radikalen Lösung der Judenfrage“ geschritten seien, wonach sinnvoller Weise die „Ausmerzung des jüdisch-kapitalistischen Geistes“ erfolgen könne.
Daneben arbeitete Ronneberger als politischer Journalist. Er veröffentlichte regelmäßig politische Leitartikel in der Wiener Ausgabe des „Völkischen Beobachters“ und weiteren Publikationen nationalsozialistischer Volksgruppen-Führungen wie dem Grenzboten, einer Tageszeitung der Deutschen Partei in der Slowakei, in den von Franz Karmasin herausgegebenen Deutschen Stimmen, in der rumänischen Volk im Osten unter Leitung von Andreas Schmidt und in der von Franz Anton Basch in Ungarn herausgegebenen Südostdeutschen Rundschau. Ronneberger arbeitete außerdem für die Donauzeitung unter Leitung von Oberascher in Serbien, für Volkstum im Südosten, das er ab 1943 auch gemeinsam mit Felix Kraus herausgab, für das Monatsblatt des Auswärtigen Amtes Berlin-Rom-Tokio, für die von Franz Six herausgegebene Zeitschrift für Politik und für die von Giselher Wirsing herausgegebene Zeitschrift Das XX. Jahrhundert. In seinen Beiträgen legitimierte Ronneberger die NS-Ethnopolitik und befürwortete unter anderem 1942 die „Gesamtaussiedlung des Judentums“.

### In der Bundesrepublik Deutschland
In der Bundesrepublik Deutschland gilt Ronneberger als Wegbereiter einer interdisziplinär ausgerichteten Kommunikationswissenschaft, die sich im Gegensatz zu ihrer prädisziplinären Konstituierung soziologisierte und empirisch ausrichtete. Er entwickelte den Begriff der „Kommunikationspolitik“. In Anlehnung an Otto B. Roegele definierte er diese als „all jene Handlungen, die zur Erhaltung der Funktionstüchtigkeit der von der Verfassung gewollten Kommunikationsordnung in einem Lande dienen“. Kommunikationspolitik wird weder als Staats- noch als Medienpolitik im engen Sinne verstanden, sondern als ein soziales Handeln, das ohne Rücksicht auf strukturelle Zusammenhänge auf eine Ordnung von Kommunikationsvorgängen und Kommunikationsprozessen gerichtet ist. Sie sei deshalb sowohl in der Staatssphäre als auch im gesellschaftlichen Raum anzutreffen und werde nicht nur von den klassischen Staatsorganen, sondern auch von Parteien, Interessengruppen und Unternehmen betrieben.
Nach Vorarbeiten wie Sozialisation durch Massenkommunikation (1971) legte Ronneberger 1977 mit Legitimation durch Information eine Public-Relations-Theorie in der Tradition des Strukturfunktionalismus vor, die zugleich eine erste Weiterentwicklung der PR-Theorie Edward Bernays’ war. Nach Ronneberger erfüllt PR die Aufgabe, hochkomplexe Gesellschaften auf der Basis von Minimalkonsens zu integrieren, da in demokratisch verfassten politischen Systemen Interessen durch öffentliche Darstellung und Diskussion demokratische Legitimation erhalten. Statt einen Interessenausgleich zu erreichen, stellt PR die unterschiedlichen Interessen und Standpunkte dar und erzielt dadurch eine öffentliche Interessendarstellung, welche die Funktion der politischen System ermöglicht. Gemeinsam mit Manfred Rühl publizierte Ronneberger 1992 einen systemtheoretischen Entwurf einer gesellschaftsorientierten PR-Theorie mit einem interdisziplinären Ansatz.
Die Kritik an Ronnebergers Modell konzentriert sich auf dessen Prämisse, dass sich alle Interessen öffentlich artikulieren. Dagegen wird auf die ungleiche gesellschaftliche Verteilung der Chancen und Ressourcen zur Kommunikation verwiesen. Ronneberger behaupte eine vollkommen unrealistische Symmetrie zwischen Kommunikator und Rezipient, um die Fiktion rationaler Konsensbildung völlig gleichberechtigter Partner zu stützen. Massenmedien und PR haben in diesem Modell kein manipulatives Potential. Die Möglichkeit, dass PR zur Zerstörung oder Verhinderung von Demokratie beitragen kann, existiert bei Ronneberger nicht.
Der Politikwissenschaftler Peer Heinelt sieht Ronnebergers PR-Theorie verbindende Elemente zwischen dessen Auffassungen im Nationalsozialismus und seinem von antimarxistischen und antiliberalen Vorstellungen geprägten politischen Denken, das letztlich als autoritär, affirmativ, antiemanzipatorisch und antidemokratisch charakterisiert werden müsse. Völkische Auffassungen seien zwar nach 1945 in den Hintergrund getreten, aber etwa in Ronnebergers Äußerungen zur bundesdeutschen Ausländerpolitik virulent geblieben.

## Schriften (Auswahl)
- Einführung in die politischen Probleme Südosteuropas. Heidelberg 1940.
- Bismarck und Südosteuropa. Dissertation. Junker u. Dünnhaupt, Berlin 1941.
- Griechenland, Schicksal und Verschulden. In: Zeitschrift für Politik. 31 (1941) 1941, S. 267–276.
- Staatliche Souveränität. Vortrag … [Sovranità statale]. In: Deutsch-Italienische Studentenkongresse (deutsche Ausgabe). 2, 1941, S. 51–64, 45–57.
- Der nahe Osten. NSDAP. Gau Wien Gauschulungsamt, Wien 1942.
- Der Weg Jugoslawiens zur Katastrophe. In: Volk im Osten. 4, Nr. 10, 1943, S. 11–24.
- Die Kriegsleitung des Volksdeutschtums. In: Zeitschrift für Politik. 33 (1943) 1943, S. 184–191.
- Gedanken zum Volksgruppenproblem. In: Donaueuropa. 3 (1943) 1943, S. 191–197.
- Fünf Jahre slowakischen Staat. In: Zeitschrift für Politik. 34 (1944) 1944, S. 95–100.
- Erziehung am Wendepunkt. Bechauf, Bielefeld 1957.
- Verwaltung im Ruhrgebiet als Integrationsproblem. Kohlhammer, Stuttgart/Köln 1957.
- Aufstieg der Begabten. Stifterverb. für d. Deutsche Wiss.), (Essen-Bredeney 1958.
- Die Soziologie. Aufstieg einer Wissenschaft. Ein Leitfaden für Praxis und Bildung. Stefan Lambrecht. Seewald, Stuttgart-Degerloch 1958.
- Zehn Jahre Stifterverband. 1949–1959. [Franz Ronneberger]. Stifterverband f. d. deutsche Wissenschaft, Essen-Bredeney 1959.
- Die Gesellschaftsbilder von heute. Franz Ronneberger. Dt. Industrieverlag-Ges, Köln 1961.
- Das Verfassungsproblem in den Entwicklungsländern. In: Der Staat. 1, Nr. 1, 1962, S. 39–77.
- Vorschläge zur Einordnung der Südosteuropa-Forschung in die Aufbaupläne der deutschen Hochschulen. Südosteuropa-Verlag-Ges., München 1962.
- Die politischen Funktionen der Massenkommunikationsmittel. In: Publizistik. 9, Nr. 4, 1964, S. 291–304.
- Regionalbewußtsein und Regionalverwaltung im Ruhrgebiet. (= Schriftenreihe Siedlungsverband Ruhrkohlenbezirk. Nr. 3). Essen 1966.
- Theorien zur politischen Entwicklung. In: Entwicklungspolitik. 1966, S. 305–334.
- Ziele und Formen der Kommunikationspolitik. In: Publizistik. 11, Nr. 3/4, 1966, S. 399–406.
- mit Jürgen Walchshöfer: Verwaltung und Öffentlichkeit. Eine sozialwissenschaftliche Untersuchung über Verwaltungsreform und soziales Verhalten in Nordrhein-Westfalen. Essen 1970.
- Konzentration und Kooperation in der deutschen Presse aus kommunikationspolitischer Sicht. In: Publizistik. 16, Nr. 1, 1971, S. 5–38.
- Sozialisation durch Massenkommunikation. Enke, Stuttgart 1971, ISBN 3-432-01728-6.
- und Gertrud Krallert: Abriß der Bevölkerungsentwicklung Südosteuropas und Tabellen zur Bevölkerungs- und Agrarstatistik. Hoppenstedt; Südosteuropa-Ges. Darmstadt, München 1972.
- mit Hermann Gross: Prof. Dr. Hermann Gross. Laudatio. In: Mitteilungen der Südosteuropa-Gesellschaft. 13, Nr. 1/2, 1973, S. 41–45.
- als Hrsg.: Sozialer Wandel in Jugoslawien. Genossenschaften als Träger sozialistischer Reformpolitik auf dem Lande. Verlag Wissenschaft u. Politik, Köln 1974.
- Strukturprobleme des lokalen Parteiensystems. Eichholz-Verl, Bonn 1975, ISBN 3-87198-045-5.
- mit Jürgen Walchshöfer: Parteien als Kommunikationssysteme. In: Strukturprobleme des lokalen Parteiensystems. Eichholz-Verlag, Bonn 1975, ISBN 3-87198-045-5, S. 115–160.
- Legitimation durch Information. Die Übers. d. bearb. Fassung ins Engl. besorgte D. H. Walker. Econ-Verlag, Düsseldorf/Wien 1977, ISBN 3-430-17824-X.
- Medienpolitik. In: Wirtschaftswissenschaftliches Studium. 6, Nr. 2, 1977, S. 54–59.
- als Hrsg.: Türkische Kinder in Deutschland. Referate und Ergebnisse. Verlag d. Nürnberger Forschungsvereinigung e. V., Nürnberg 1977, ISBN 3-921453-08-9.
- als Hrsg.: Public Relations des politischen Systems. Staat Kommunen u. Verbände. von d. Nürnberger Forschungsvereinigung e. V. hrsg. Nürnberger Forschungsvereinigung, Nürnberg 1978.
- Privatisierung. Ein Weg zur Sanierung der Staatsfinanzen? Schlankheitskur für den Staat. Seewald, Stuttgart 1979, ISBN 3-512-00533-0, S. 249–275.
- Kommunikationspolitik als Gesellschaftspolitik. v. Hase & Koehler, Mainz 1980, ISBN 3-7758-0994-5.
- mit Rudolf Vogel (Hrsg.): Gastarbeiterpolitik oder Immigrationspolitik. im Auftr. d. Südosteuropa-Ges. e. V. Olzog, München/Wien 1982, ISBN 3-7892-9889-1.
- Public Relations zur Zukunftssicherung. Hinweise zur Überlebensstrategie d. techn.-wiss. Zivilisation. Franz Ronneberger. Verlag für Dt. Wirtschaftsbiographien Flieger, Düsseldorf 1982.
- Das Syndrom der Unregierbarkeit und die Macht der Medien. Abschiedsvorlesung in der Wirtschafts- und Sozialwiss. Fakultät d. Friedrich-Alexander-Univ. Erlangen-Nürnberg am 17. Mai 1983. Nürnberger Forschungsvereinigung, Nürnberg 1983.
- Politische Herrschaft und politische Ordnung. v. Hase & Koehler, Mainz 1983, ISBN 3-7758-1045-5.
- Politische Systeme in Südosteuropa. G. Olzog, München 1983, ISBN 3-7892-9895-6.
- Unentbehrlichkeit des Staates. Verlag Recht Verwaltung Wirtschaft, Regensburg 1983, ISBN 3-88938-003-4.
- Kommunikationspolitik als Medienpolitik. v. Hase & Koehler, Mainz 1986, ISBN 3-7758-1108-7.
- als Hrsg.: Zwischen Zentralisierung und Selbstverwaltung. Bürokratische Systeme in Südosteuropa. Südosteuropa-Ges, München 1988, ISBN 3-925450-07-6.
- Öffentlichkeitsarbeit. Braumüller, Wien 1991, ISBN 3-7003-0934-1.
- als Hrsg.: Die Wiedervereinigung. Aufzeichnungen 1989/91. Verlag der Komm.-Wiss. Forschungsvereinigung, Nürnberg 1991, ISBN 3-921453-36-4.
- Legitimation durch Information. Ein kommunikationstheoretischer Ansatz zur Theorie der PR. Öffentlichkeitsarbeit. Braumüller, Wien 1991, ISBN 3-7003-0934-1, S. 8–19.
- mit Manfred Rühl: Theorie der Public Relations. Ein Entwurf. Westdt. Verl, Opladen 1992, ISBN 3-531-12118-9.
- Institutionen und institutioneller Wandel in Südosteuropa. 1994, ISBN 3-925450-45-9.
- Der Staat als Institution in Südosteuropa. Seine Rolle im Transformationsprozeß. Institutionen und institutioneller Wandel in Südosteuropa. 1994, ISBN 3-925450-45-9, S. 55–62.

### Festschriften
- Manfred Rühl, Jürgen Walchshöfer (Hrsg.): Politik und Kommunikation. Festgabe für Franz Ronneberger zum 65. Geburtstag. Verlag des Nürnberger Forschungsvereinigung, Nürnberg 1978, ISBN 3-921453-12-7.
- Manfred Rühl, Heinz-Werner Stuiber (Hrsg.): Kommunikationspolitik in Forschung und Anwendung. Festschrift für Franz Ronneberger. Droste, Düsseldorf 1983, ISBN 3-7700-4038-4.